# Кокушкин, Владимир Иванович
Владимир Иванович Кокушкин (9 июня 1920, Зимницы, Ярославская губерния — 29 сентября 1991, Санкт-Петербург) — советский государственный и политический деятель, генерал-лейтенант.

## Биография
Родился 9 июня 1920 года в деревне Зимницы (ныне — в Угличском районе Ярославской области). Член ВКП(б).
2 июля 1941 года добровольцем вступил в ряды Советской Армии и всю войну находился в частях, принимавших участие в боевых действиях.
В 1946—1983 гг. — слесарь Ленинградского металлического завода, работал от контролера отдела технического контроля до мастера цеха и ведущего инженера-конструктора центрального конструкторского бюро на Ленинградском оптико-механическом заводе, секретарь Ленинградского обкома КПСС.
С 1972 по 1982 год — начальник Управления внутренних дел исполкомов Ленинградских областного и городского Советов депутатов трудящихся.
Избирался депутатом Верховного Совета РСФСР 7-го, 8-го, 9-го, 10-го созывов.
Умер в Санкт-Петербурге в 1991 году. Похоронен там же на Богословском кладбище.